# Top Gun
Top Gun är en amerikansk långfilm från 1986 med Tom Cruise i huvudrollen som är stridspilot i USA:s flotta och som flyger en Grumman F-14 Tomcat. 
Den hade biopremiär i USA den 16 maj 1986 och den var det årets mest inkomstbringande film. 2015 upptogs den av USA:s kongressbibliotek i National Film Registry.

## Handling
Löjtnant Pete "Maverick" Mitchell (Tom Cruise) är stridspilot i USA:s flotta ombord på hangarfartyget USS Enterprise och har som mål i livet att bli den bästa piloten i världen. Han och hans navigatör löjtnant Nick "Goose" Bradshaw (Anthony Edwards) skickas till flygskolan TOPGUN vid Naval Air Station Miramar som sägs utbilda de bästa piloterna i världen. När han träffar sin stora kärlek, Charlotte "Charlie" Blackwood (Kelly McGillis) som visar sig vara civilanställd instruktör, måste han välja mellan kärlek och karriär.

## Rollista
| Tom Cruise           | – Kapten Pete 'Maverick' Mitchell                     |
| Kelly McGillis       | – Dr (PhD i astrofysik) Charlotte 'Charlie' Blackwood |
| Val Kilmer           | – Kapten Tom 'Iceman' Kazanski                        |
| Anthony Edwards      | – Löjtnant Nick 'Goose' Bradshaw                      |
| Tom Skerritt         | – Kommendörkapten Mike 'Viper' Metcalf                |
| Michael Ironside     | – Örlogskapten Rick 'Jester' Heatherly                |
| John Stockwell       | – Cougar                                              |
| Barry Tubb           | – Wolfman                                             |
| Rick Rossovich       | – Löjtnant Ron 'Slider' Kerner                        |
| Tim Robbins          | – Löjtnant Sam 'Merlin' Wells                         |
| Clarence Gilyard Jr. | – Sundown                                             |
| Whip Hubley          | – Kapten Rick 'Hollywood' Neven                       |
| James Tolkan         | – Stinger (kommendörkapten)                           |
| Meg Ryan             | – Carole Bradshaw                                     |
| Adrian Pasdar        | – Chipper                                             |
| Amiral TJ Cassidy    | – (sig själv)                                         |

## Om filmen
Producenterna Don Simpson och Jerry Bruckheimer fick idén till filmen under produktionen av Flashdance, efter att ha läst en fängslande artikel i California Magazine som beskrev stridspiloterna i USA:s flotta på Navy Fighter Weapons School (TOPGUN) beläget på Naval Air Station Miramar utanför San Diego som en blandning av "rockstjärnor" och "olympiska idrottare i luften". Utan ens ett färdigt manus ansökte Simpson och Bruckheimer om tillstånd från USA:s försvarsdepartement att få göra sin film på plats och blev beviljade.
Top Gun är regisserad av Tony Scott (bror till Ridley Scott). Med filmen fick Tony sitt stora genombrott som filmregissör. Tidigare arbetade Scott med reklamfilm och hade bland annat gjort en reklamfilm för SAAB med både SAAB 900 och en AJ 37 Viggen som hade den rätta estetik producenterna eftersökte.
Producenterna och manusförfattarna hade svårigheter med att skapa en trovärdig kvinnlig rollfigur som inte var en bimbo eller enbart ögongodis. Under research på Miramar föreslogs de att träffa Christine Fox, en lång och blond analytiker med smeknamnet "Legs", som arbetade på tankesmedjan Center for Naval Analysis (CNA) på andra sidan gatan. Mötet med Fox var inspiration för skapandet av rollfiguren Charlotte "Charlie" Blackwood, en civilanställd astrofysiker som i filmen spelas av Kelly McGillis.

### Flygplanen

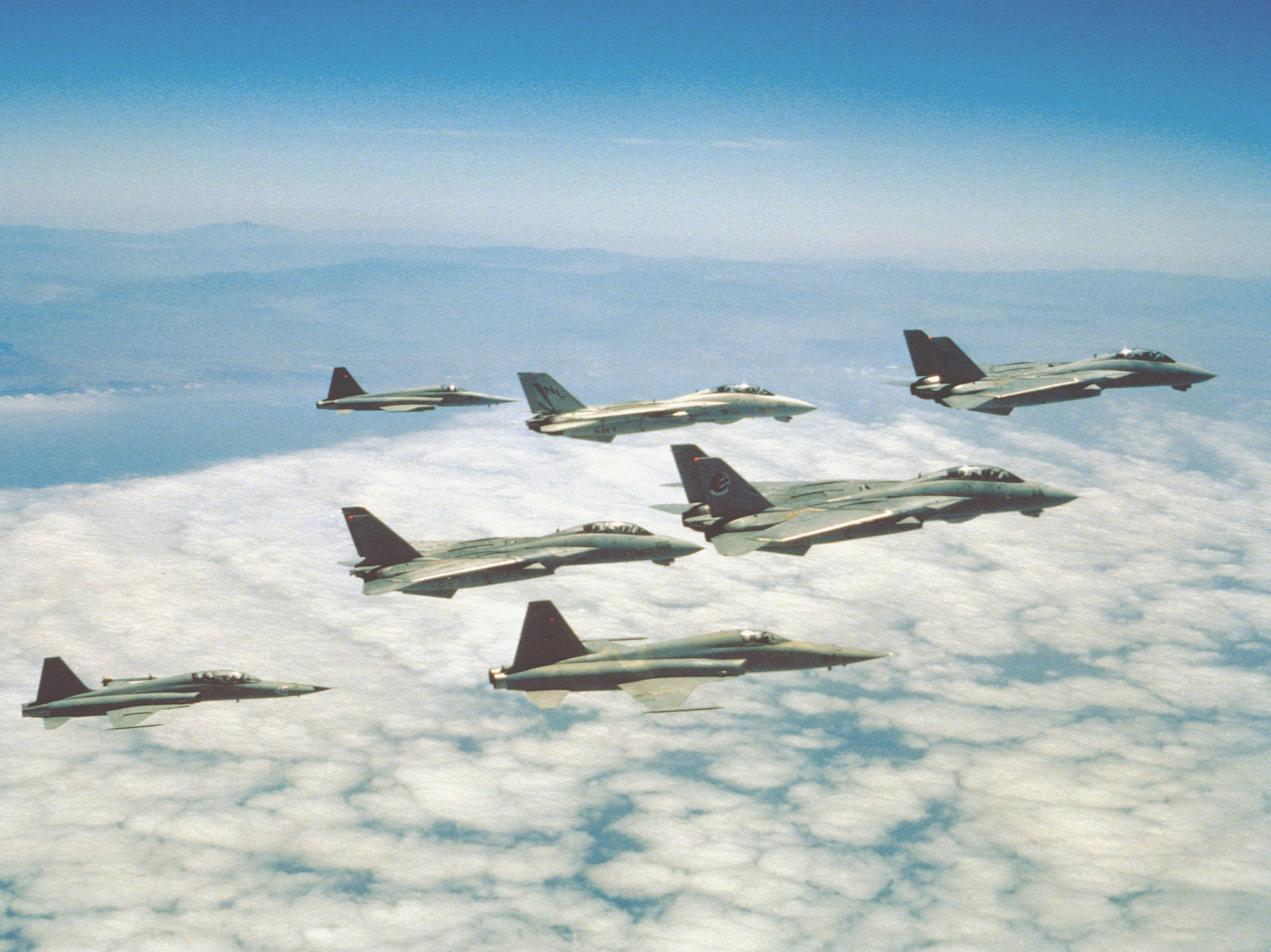
Flygplan av typerna F-14A Tomcat och F-5E/F Tiger II under inspelningen.

- Grumman F-14 Tomcat är den flygplanstyp som syns allra mest i filmen. Det är även den flygplan Maverick och Goose flyger i och även det flygplan som används av studenterna på flygskolan.
- Douglas A-4 Skyhawk är det plan som används av TOPGUNs instruktörer.
- Northrop F-5 Freedom Fighter och F-5F är det plan som i filmen uppträder som det fiktiva fiendeplanet MiG-28. F-5 används också av instruktörerna på Top Gun och flygplanstypen omnämns i filmen, dock visas aldrig planet i det sammanhanget.
- Filmen innehåller också två olika helikoptrar. En Sikorsky SH-3 Sea King och en HH-3F Pelican från USA:s kustbevakning, båda används som räddningshelikoptrar.
- Delar av filmen utspelas på USS Enterprise (CVN-65) i Indiska oceanen, men scenerna med skådespelare spelades in ombord på hangarfartyget USS Ranger (CV-61) utanför San Diego, Kalifornien, USA.[8]

## Mottagande
På Oscarsgalan 1987 vann filmen en Oscar för bästa sång: "Take My Breath Away", skriven av Giorgio Moroder & Tom Whitlock, framförd av Berlin. Top Gun var även nominerad för bästa ljud, bästa ljudredigering och bästa klippning.